# História da Papua-Nova Guiné

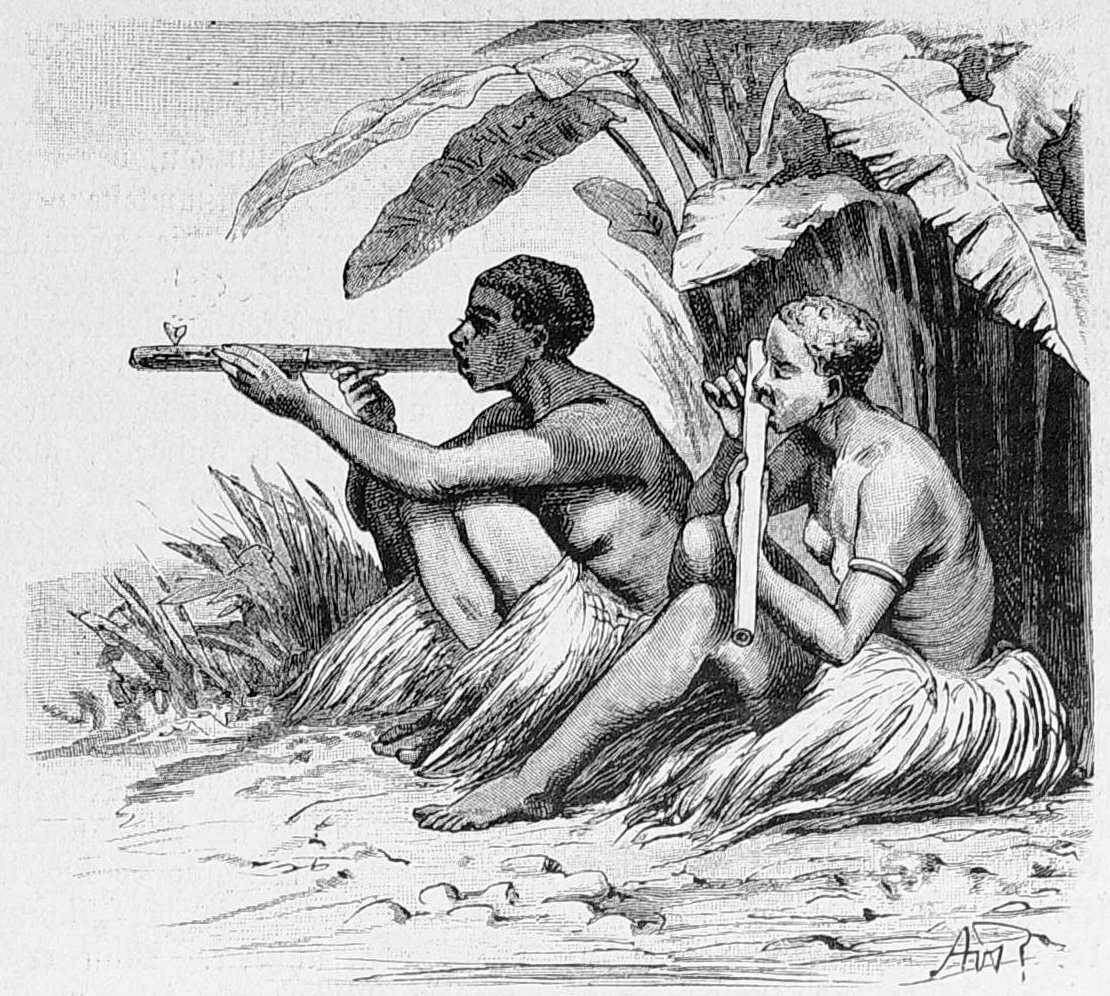
Mulheres da ilha de Samarai fumando cachimbo em gravura de 1887 do jornal alemão Die Gartenlaube

Há aproximadamente 60 000 anos atrás, os primeiros seres humanos chegaram à Papua Nova Guiné, provavelmente procedentes do Sudeste da Ásia durante a Idade do Gelo. Eram caçadores - coletores.
A ilha foi descoberta por navegadores portugueses em 1511, que lhe deram o nome de Nova Guiné. Nos anos seguintes, muitos exploradores europeus desembarcaram na ilha, que acabou, em 1885, dividida em três partes: a norte (Nova Guiné) ficou com a Alemanha, a ocidental com a Holanda e a do sul (Papua) com a Grã-Bretanha, que, em 1902, a entregou à administração da Austrália, que se tornara independente no ano anterior. Vencida na Primeira Guerra Mundial (1914-1918), a Alemanha perdeu sua parte, que passou para administração australiana. Ambas as partes, norte e sul, fundiram-se numa só após a Segunda Guerra Mundial (1939-1945), adquirindo o nome de Papua Nova Guiné. Em 16 de setembro de 1975, a Papua Nova Guiné conseguiu sua independência.

## Transformações econômicas e sociais recentes
Nas terras altas da Papua-Nova Guiné, a introdução do dinheiro e do mercado alterou práticas tradicionais de troca, como o sistema moka, baseado na economia da dádiva. Esse processo gerou tensões entre valores simbólicos e transações monetárias, ao mesmo tempo em que ampliou a autonomia econômica das mulheres por meio da horticultura de mercado. O crescimento do pentecostalismo e a emergência de um indivíduo possessivo, ligado diretamente ao Estado e ao consumo, também marcaram as mudanças sociais nas últimas décadas.